# Chesnois-Auboncourt
Pour les articles homonymes, voir Chesnois et Auboncourt.
Chesnois-Auboncourt est une commune française située dans le département des Ardennes, en région Grand Est.

## Géographie
| vaux-Montreuil   | Wignicourt          |                    |
| Saulces-Monclin  | Chesnois-Auboncourt | Saint-Loup-Terrier |
| Sorcy-Bauthémont | Écordal             |                    |

### Lieux-dits et écarts
- Trou-de-Gamby
- Sévricourt
- Grandchamps

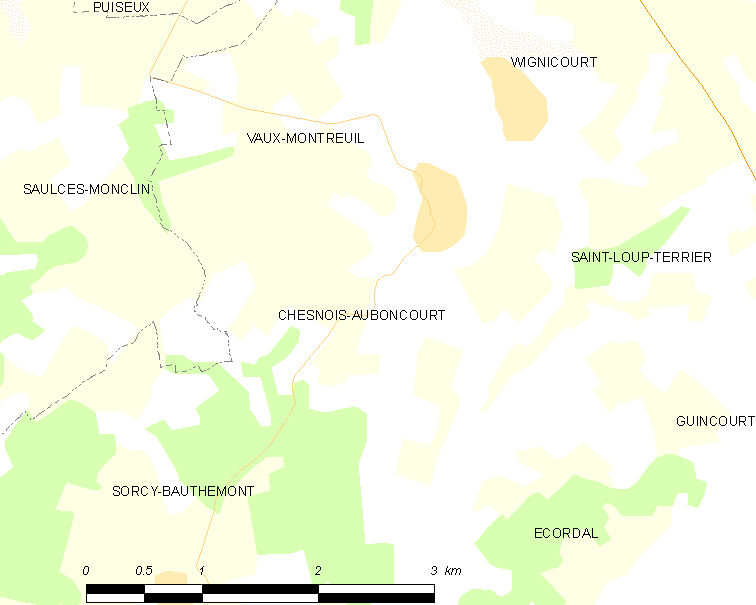
Carte de la commune.
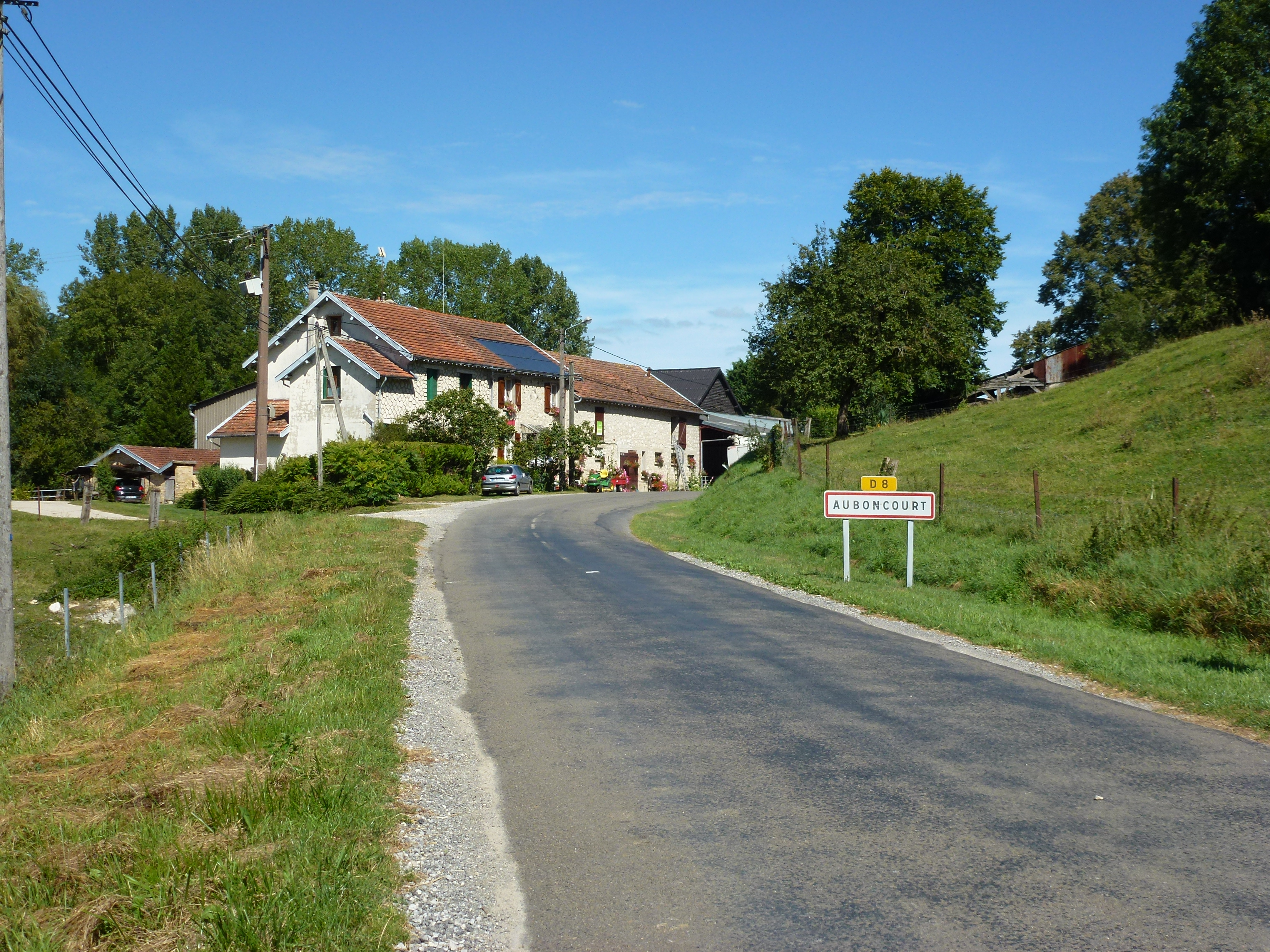
Entrée du village d'Auboncourt.
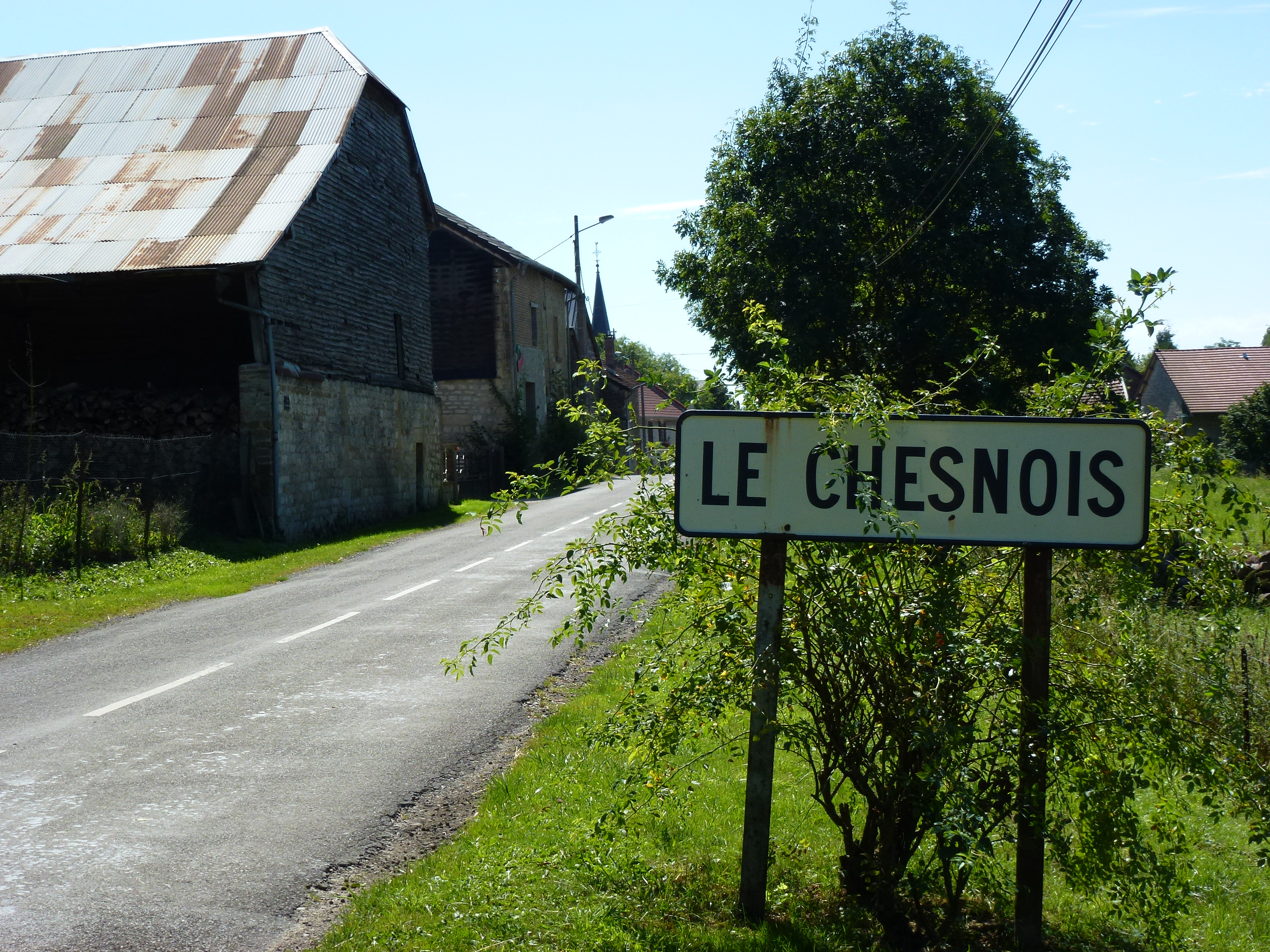
Entrée du chef-lieu Le Chesnois.

### Communes limitrophes
- Wignicourt, Vaux-Montreuil, Écordal, Sorcy-Bauthémont

### Hydrographie
La commune est dans la région hydrographique « la Seine du confluent de l'Oise (inclus) à l'embouchure » au sein du bassin Seine-Normandie. Elle est drainée par la Foivre, le ruisseau de la Chatelaine et le cours d'eau 01 de la Fontaine de Mirgodet,.
La Foivre, d'une longueur de 22 km, prend sa source dans la commune de Neuvizy, à 204 m d'altitude, et se jette  dans l'Aisne à Givry, à 81 m d'altitude, après avoir traversé dix communes.

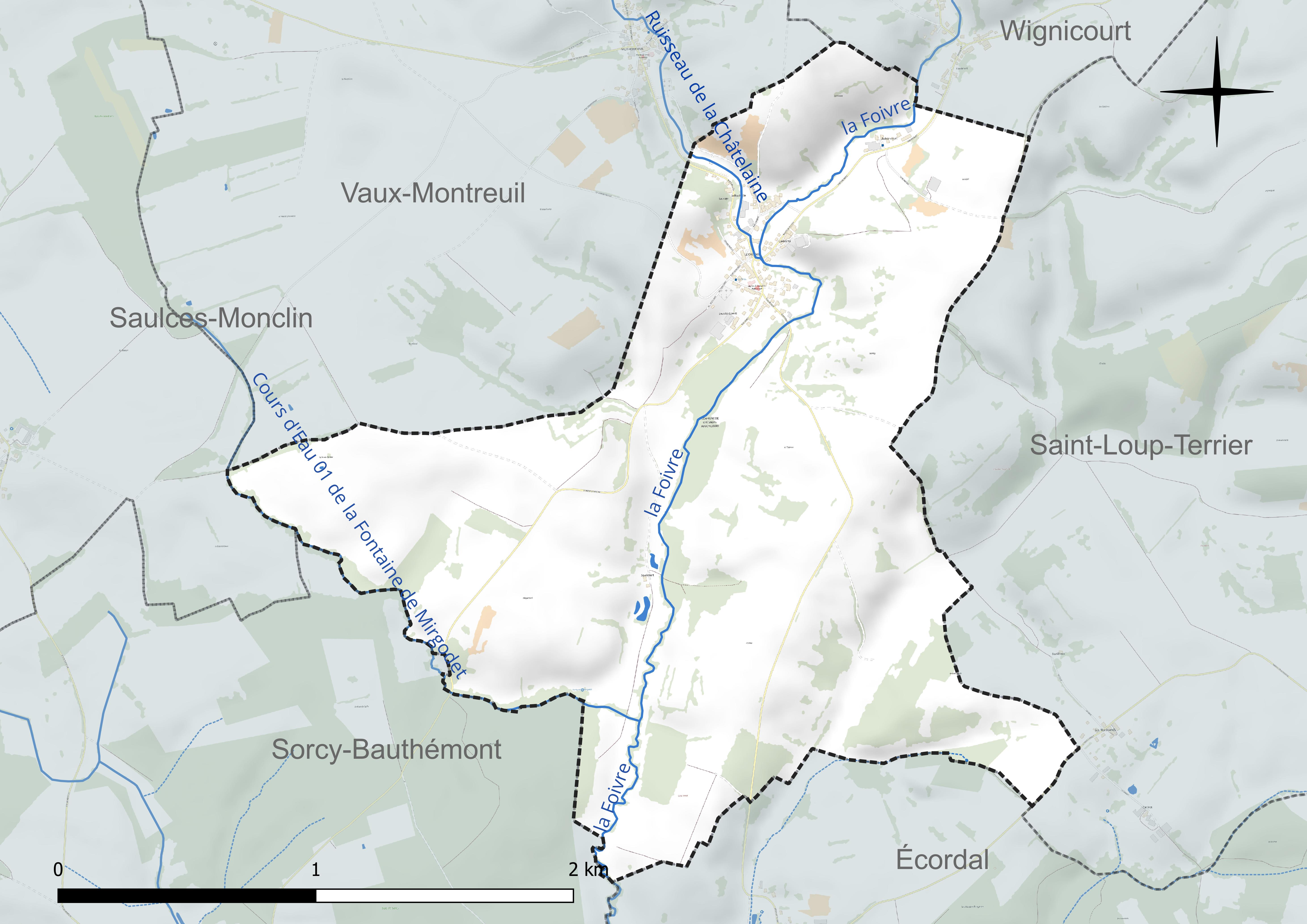
Réseau hydrographique de Chesnois-Auboncourt.

### Climat
Pour des articles plus généraux, voir Climat du Grand Est et Climat des Ardennes.
En 2010, le climat de la commune est de type climat des marges montargnardes, selon une étude du Centre national de la recherche scientifique s'appuyant sur une série de données couvrant la période 1971-2000. En 2020, Météo-France publie une typologie des climats de la France métropolitaine dans laquelle la commune est exposée à un climat océanique altéré et est dans la région climatique Nord-est du bassin Parisien, caractérisée par un ensoleillement médiocre, une pluviométrie moyenne régulièrement répartie au cours de l’année et un hiver froid (3 °C).
Pour la période 1971-2000, la température annuelle moyenne est de 9,9 °C, avec une amplitude thermique annuelle de 15,8 °C. Le cumul annuel moyen de précipitations est de 860 mm, avec 12,9 jours de précipitations en janvier et 9,3 jours en juillet. Pour la période 1991-2020, la température moyenne annuelle observée sur la station météorologique de Météo-France la plus proche, « Launois-sur-Vence_sapc », sur la commune de Launois-sur-Vence à 10 km à vol d'oiseau, est de 10,5 °C et le cumul annuel moyen de précipitations est de 889,5 mm. 
La température maximale relevée sur cette station est de 39,4 °C, atteinte le 25 juillet 2019 ; la température minimale est de −12,8 °C, atteinte le 7 février 2012,,.
Les paramètres climatiques de la commune ont été estimés pour le milieu du siècle (2041-2070) selon différents scénarios d'émission de gaz à effet de serre à partir des nouvelles projections climatiques de référence DRIAS-2020. Ils sont consultables sur un site dédié publié par Météo-France en novembre 2022.

## Urbanisme

### Typologie
Au 1er janvier 2024, Chesnois-Auboncourt est catégorisée commune rurale à habitat dispersé, selon la nouvelle grille communale de densité à 7 niveaux définie par l'Insee en 2022.
Elle est située hors unité urbaine. Par ailleurs la commune fait partie de l'aire d'attraction de Charleville-Mézières, dont elle est une commune de la couronne,. Cette aire, qui regroupe 132 communes, est catégorisée dans les aires de 50 000 à moins de 200 000 habitants,.

### Occupation des sols
L'occupation des sols de la commune, telle qu'elle ressort de la base de données européenne d’occupation biophysique des sols Corine Land Cover (CLC), est marquée par l'importance des territoires agricoles (92 % en 2018), une proportion identique à celle de 1990 (92 %). La répartition détaillée en 2018 est la suivante : 
prairies (58 %), terres arables (33,6 %), zones urbanisées (6,1 %), forêts (1,9 %), zones agricoles hétérogènes (0,5 %). L'évolution de l’occupation des sols de la commune et de ses infrastructures peut être observée sur les différentes représentations cartographiques du territoire : la carte de Cassini (XVIIIe siècle), la carte d'état-major (1820-1866) et les cartes ou photos aériennes de l'IGN pour la période actuelle (1950 à aujourd'hui).

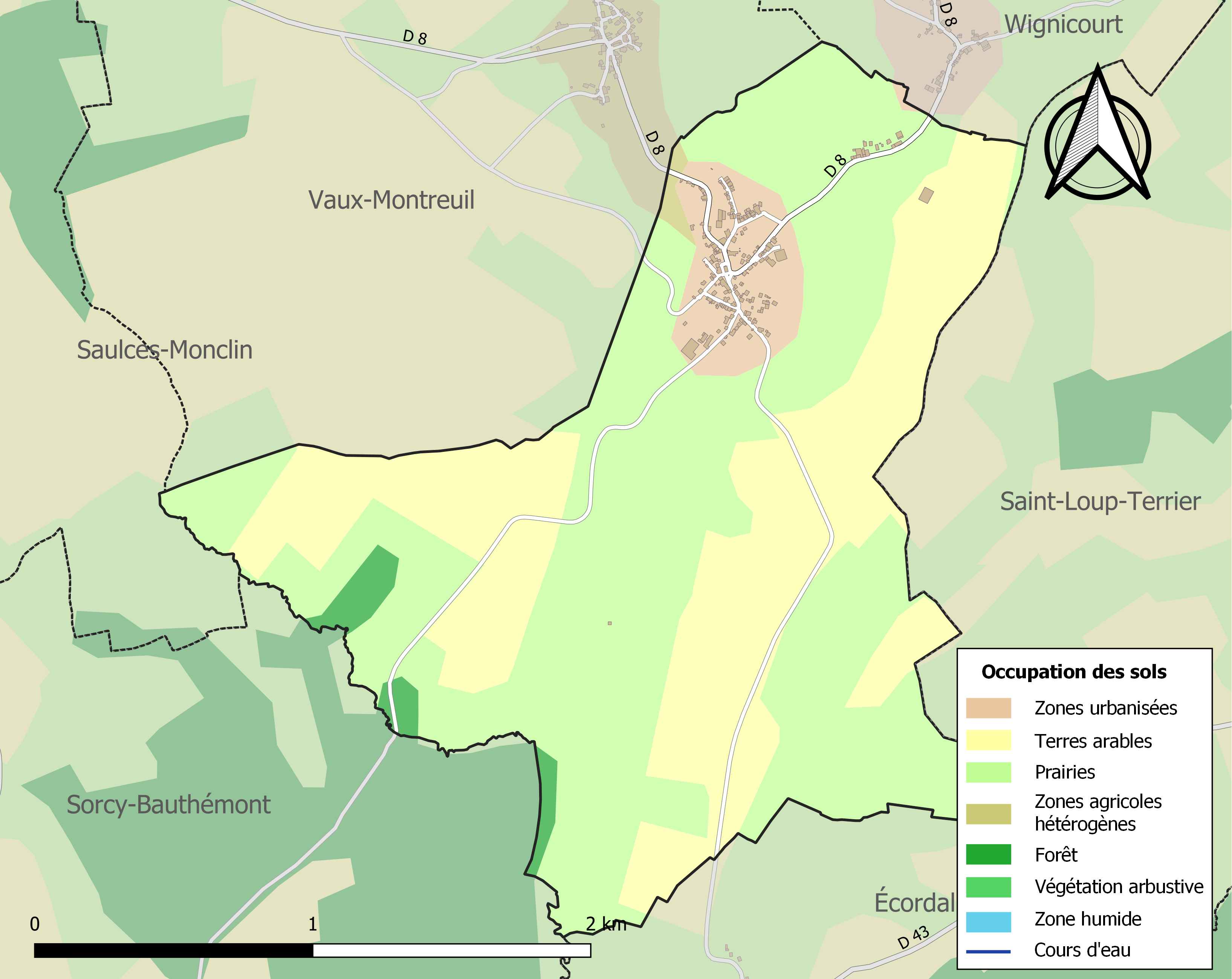
Carte des infrastructures et de l'occupation des sols de la commune en 2018 (CLC).

## Toponymie
Le toponyme Chesnois-Auboncourt est issu du gaulois cassanos, signifiant chêne.

## Histoire
La commune est formée en 1828 par la fusion du Chesnois et Auboncourt, avec Le Chesnois comme chef-lieu.
La trace la plus ancienne du Chesnois est située en 1258 où il porte alors le nom de nom Douchesnoy.
Autrefois secours de Sorcy, il est érigé en paroisse en 1690.

## Politique et administration
| Période                                  | Période                   | Identité                                     | Étiquette | Qualité      |
| ---------------------------------------- | ------------------------- | -------------------------------------------- | --------- | ------------ |
|                                          |                           | M. Etienne Magin                             |           |              |
|                                          |                           | M. Linette                                   |           |              |
| 1995                                     | 2014                      | Daniel Raussart                              | DVD       |              |
| 2014                                     | En cours (au 25 mai 2020) | Odile Villet Réélue pour le mandat 2020-2026 | SE        | Agricultrice |
| Les données manquantes sont à compléter. |                           |                                              |           |              |

## Démographie
L'évolution du nombre d'habitants est connue à travers les recensements de la population effectués dans la commune depuis 1793. Pour les communes de moins de 10 000 habitants, une enquête de recensement portant sur toute la population est réalisée tous les cinq ans, les populations de référence des années intermédiaires étant quant à elles estimées par interpolation ou extrapolation. Pour la commune, le premier recensement exhaustif entrant dans le cadre du nouveau dispositif a été réalisé en 2004.

En 2022, la commune comptait 162 habitants, en évolution de −6,36 % par rapport à 2016 (Ardennes : −2,97 %, France hors Mayotte : +2,11 %).
| 1793 | 1800 | 1806 | 1821 | 1831 | 1836 | 1841 | 1846 | 1851 |
| ---- | ---- | ---- | ---- | ---- | ---- | ---- | ---- | ---- |
| 416  | 310  | 424  | 456  | 644  | 627  | 630  | 605  | 603  |

| 1866 | 1872 | 1876 | 1881 | 1886 | 1891 | 1896 | 1901 | 1906 |
| ---- | ---- | ---- | ---- | ---- | ---- | ---- | ---- | ---- |
| 513  | 488  | 490  | 490  | 469  | 467  | 481  | 454  | 441  |

| 1911 | 1921 | 1926 | 1931 | 1936 | 1946 | 1954 | 1962 | 1968 |
| ---- | ---- | ---- | ---- | ---- | ---- | ---- | ---- | ---- |
| 392  | 292  | 241  | 249  | 222  | 184  | 200  | 175  | 163  |

| 1975 | 1982 | 1990 | 1999 | 2004 | 2006 | 2009 | 2014 | 2019 |
| ---- | ---- | ---- | ---- | ---- | ---- | ---- | ---- | ---- |
| 138  | 135  | 153  | 166  | 159  | 153  | 166  | 176  | 159  |

| 2022 | - | - | - | - | - | - | - | - |
| ---- | - | - | - | - | - | - | - | - |
| 162  | - | - | - | - | - | - | - | - |

## Culture

### Patrimoine religieux
- Église Sainte-Marguerite de Chesnois-Auboncourt (reconstruite en 1890).
- Oratoire à Auboncourt.

### Patrimoine civil
- Halle centenaire (construite en 1842)
- Four à pain
- Grange
- Monument aux morts (1914-1918)

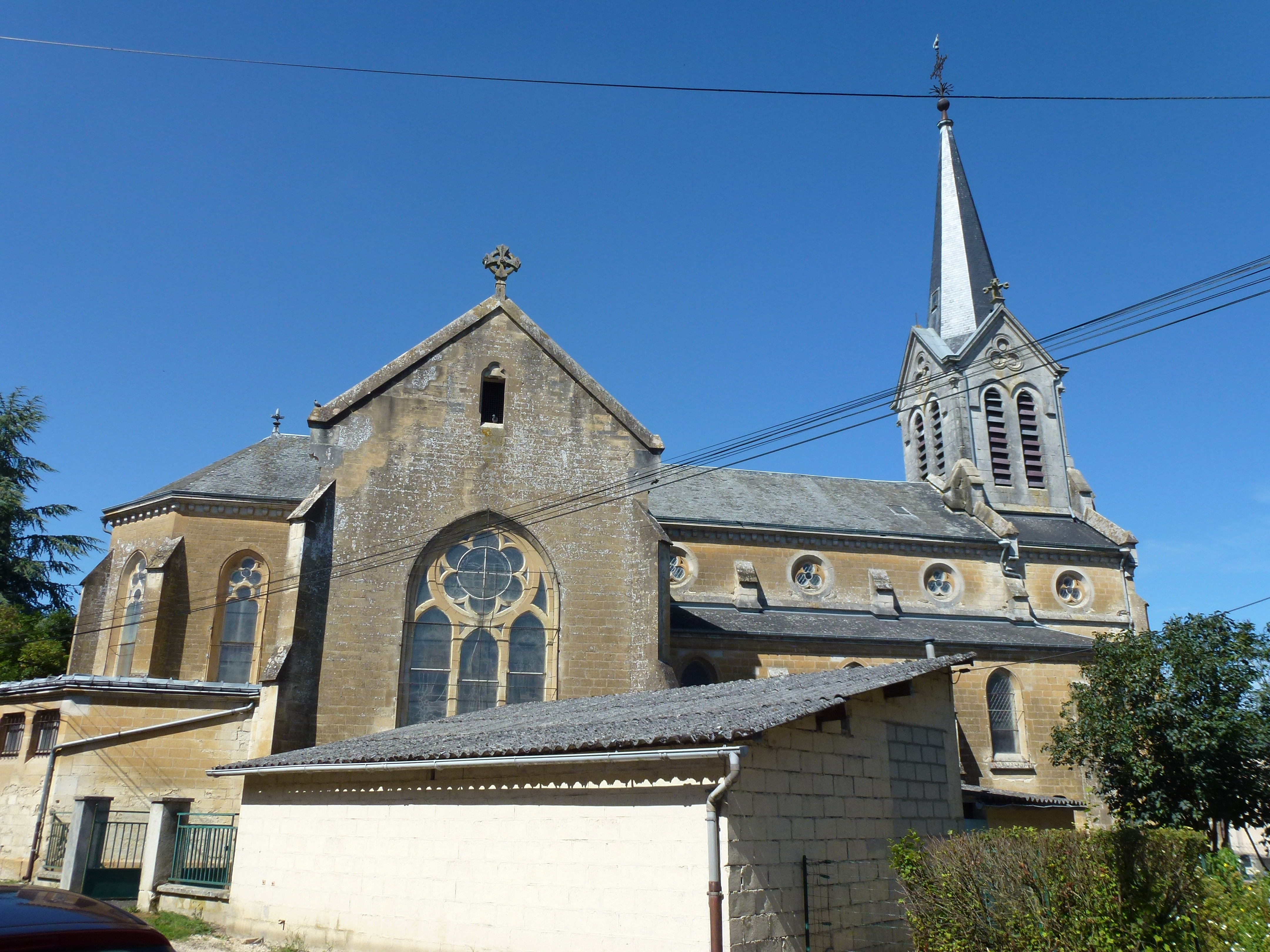
Église Sainte-Marguerite.
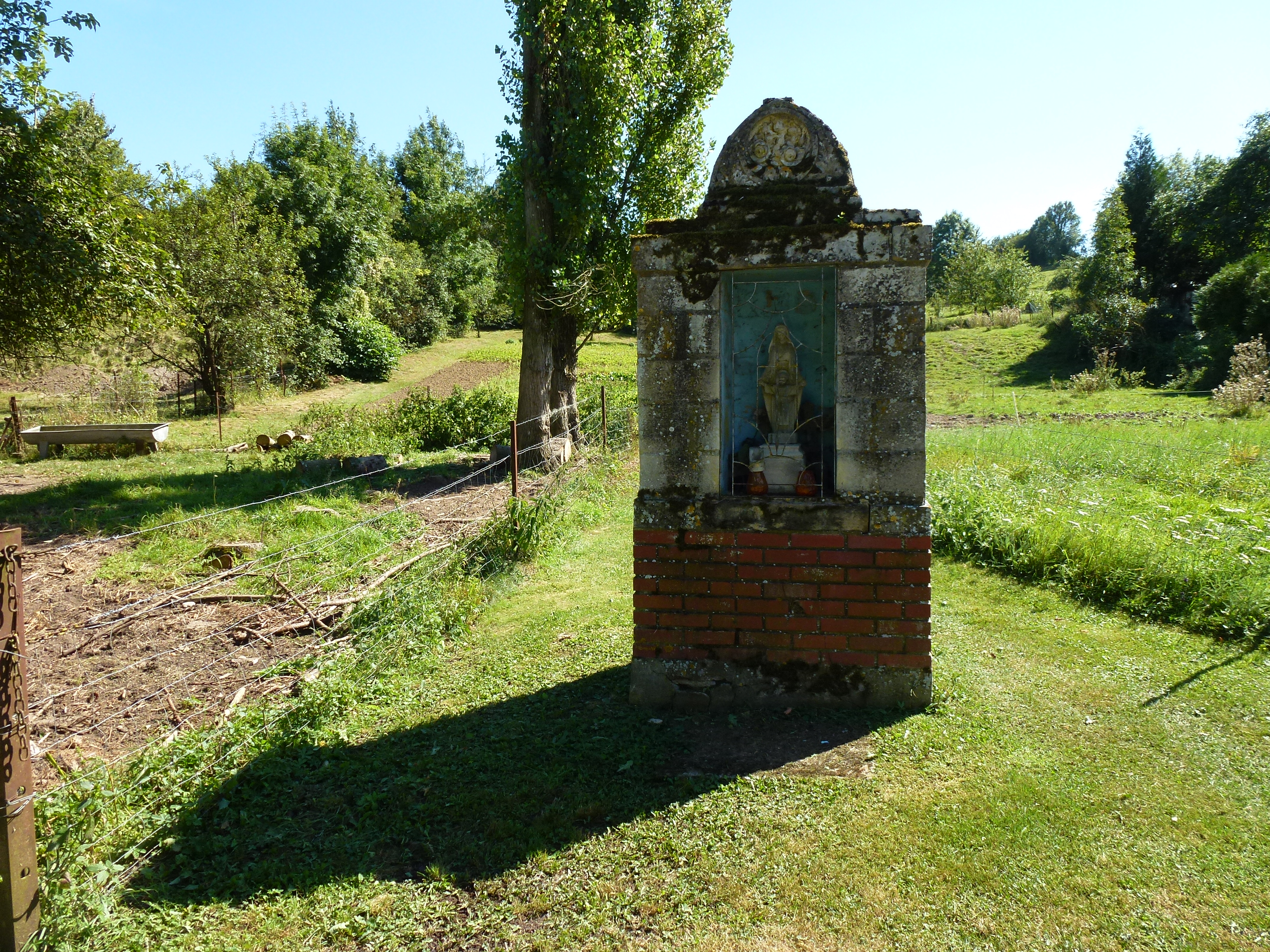
Oratoire à Auboncourt.
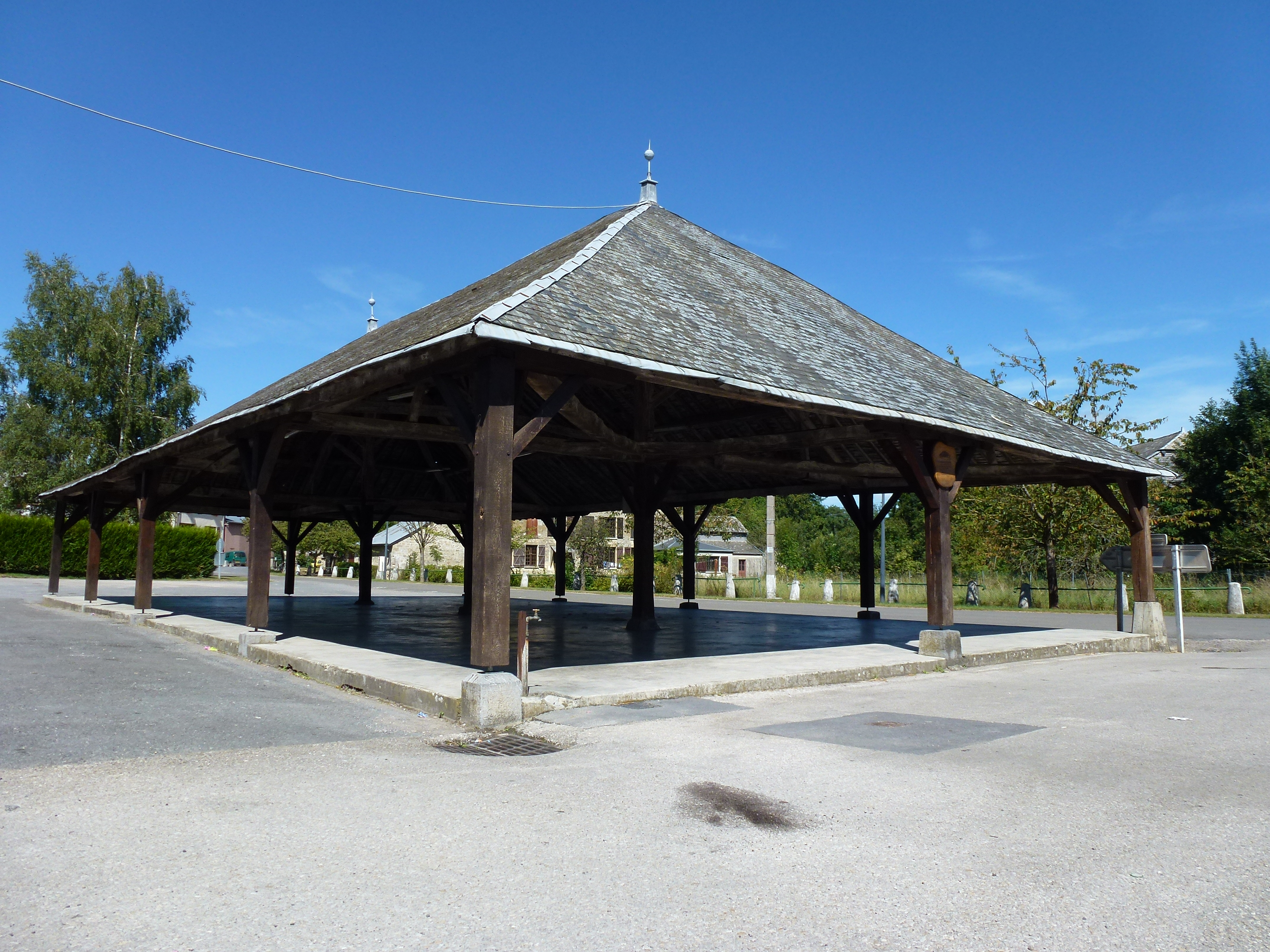
La halle.

### Manifestations
- Fête de la pêche
- Fête des cerises (dernier week-end de juin)
- fête patronale, Sainte-Marguerite (week-end suivant le 14 juillet)
- Marché aux noix et noisettes